# Requínoa
Requinoa är en kommun i Chile.   Den ligger i provinsen Provincia de Cachapoal och regionen Región de O'Higgins, i den södra delen av landet, 100 km söder om huvudstaden Santiago de Chile.
I omgivningarna runt Requinoa växer huvudsakligen savannskog. Runt Requinoa är det ganska glesbefolkat, med 23 invånare per kvadratkilometer.